# Frida von Schewen
Frida von Schewen, född 24 mars 1990, är en svensk sångerska. 2004 vann hon TV4:s talangshow Super Troupers med Shirley Clamps låt Min kärlek. 
1999 spelade Frida von Schewen titelrollen i musikalen Annie på Göta Lejon. Rollen som Annie delade hon med Maria Hazell och Emilia Brown. Efter detta har hon varit med i fler musikaler.
Frida von Schewen har medverkat i bland annat Allsång på Skansen, Söndagsöppet, Rhapsody in Rock, Allsång på Liseberg och Bingolotto.
Frida von Schewen går numera under artistnamnet FRYDA.

## Diskografi

### Skivor
- 2007 - Where do we go

### Singlar
- 2007 – Falling down again
- 2007 – Run Run Run
- 2006 – Glädjens tid (tillsammans med Sven-Bertil Taube)
- 2006 – Every little thing
- 2005 – Just a look

### Medverkar på
- 2010 - Ljusa Ögonblick (Ellinor Dansar)
- 2006 - Julskivan (Glädjens tid)
- 2005 - I say no drugs
- 2005 - Super Troupers Jul (Hej mitt vinterland & När det lider mot jul)
- 2004 - Hits for Kidz Sommarlov (Min kärlek)
- 2004 - Super Troupers (Min kärlek)
- 2002 - Perla / Du & Jag och hela världen
- 2000 - Perla / Tusen nya år